# 塔米·科尔
塔米·科尔（英語：Tammy Cole，1973年4月13日—），来自昆士兰州，澳大利亚前女子曲棍球运动员。她曾代表澳大利亚国家队参加2002年英联邦运动会曲棍球比赛，获得一枚铜牌。